# استنساخ فرعي

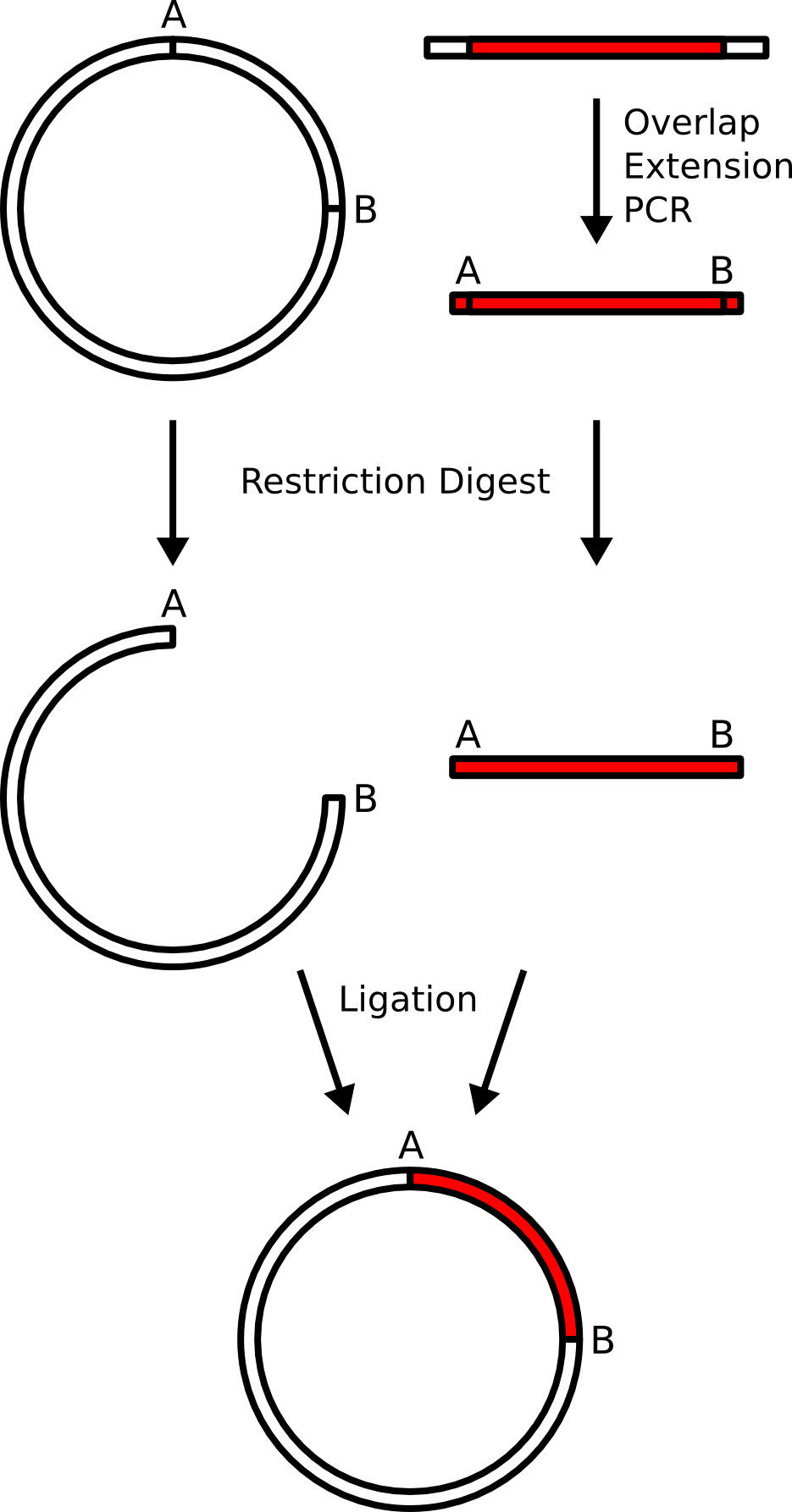
توضح تلك الصورة الإجراءات المستخدمة في عملية الاستنساخ الفرعي كملخصٍ للتفاصيل على اليمين.

يمثل  الاستنساخ الفرعي  أسلوباً ضمن مجالات علم الأحياء الجزيئي يُستخدم لتحريك جيناً بعينه من  ناقلٍ مصدريٍ  إلى  ناقلٍ مستهدفٍ  ، بهدف إجراء المزيد من الدراسة لوظيفيته.
وهنا لا يمكن الخلط بين كلٍ من الاستنساخ الفرعي والاستنساخ الجزيئي (بالإنجليزية:  molecular cloning)‏ والذي يُعَدُ أسلوباً مرتبطاً به.

## الإجراءات
تُستخدم إنزيمات الاقتطاع لاستئصال الجين المرغوب استئصاله (المدرج) من الأصل. حيث يتم تنقية المُدْرَج بهدف عزله من النفايات الأخرى. ومن سبل التنقية الشائعة العزل الهلامي (بالإنجليزية:  Gel extraction)‏. ويتم تضخيم نُسَخ المورث (الجين) نتيجةً لذلك باستخدام تفاعل البوليميريز المتسلسل (PCR).
هذا وتسُتخدم إنزيمات الاقتطاع نفسها معاً لهضم (قطع) الجهة المستهدفة. وتكمن الفكرة الكامنة وراء استخدام نفس إنزيمات الاقتطاع في إنتاج نهاية دنا لزجة تكميلية (بالإنجليزية:  complementary sticky ends)‏، والتي ستسهل ربط الدنا (بالإنجليزية:  DNA ligase)‏ فيما بعد. كما يتم إضافة الفوسفاتيز (بالإنجليزية:  phosphatase)‏ (في الغالب: فوسفاتيز العجل القلوي المعوي (بالإنجليزية:  Alkaline phosphatase)‏؛ CIAP) كذلك لمنع الربط الذاتي لناقل الجهة المستهدفة. ومن ثم يتم عزل/ تنقية ناقل الجهة المقطوع (المهضوم).
ثم يتم بعد ذلك خلط ناقل الدمج (الإضافة) والجهة المستهدفة معاً مع رابطة الدنا. وتتمثل النسبة النموذجية لجينات الإضافة إلى نواقل الجهة المستهدفة بـ 3:1  ؛ فمع زيادة تركيز الإضافة، تتناقص عملية الربط الذاتي بصورةٍ أكبر. وبعد ترك خليط التفاعل ذلك لمدةٍ زمنيةٍ محددةٍ في درجة حرارةٍ معينةٍ (اعتماداً على حجم الضفائر التي يتم ربطها؛ ولمزيد من المعلومات حول هذا الجزء اطلع على رابطة الدنا (بالإنجليزية:  DNA ligase)‏، وهنا يجب أ، يتم دمج الجين المرغوب دمجه بنجاحٍ داخل بلازميد الجهة المستهدفة.

## تضخيم إنتاج البلازميد
غالباً ما يتحول (بالإنجليزية:  Transformation (genetics))‏ البلازميد إلى بكتريا مثل الإشريكية القولونية. هذا ونلاحظ أنه لابد للبلازميد أن يتكاثر في حالة انقسام البكتريا بصورةٍ مثاليةٍ. ففي أفضل المشاهد، يجب أن تحتوي كل خليةٍ بكتيريةٍ على نسخٍ عدةٍ من البلازميد، والتي يتم تجهيزها (بالإنجليزية:  plasmid preparation )‏، بعد نمو عددٍ كافٍ وجيدٍ من المزارع البكتيرية، بهدف حصاد دنا البلازميد.

## الانتقاء
لضمان نمو البكتريا المتحولة فقط (والتي تحمل البلازميدات المرغوبة ليتم حصادها ونضجها)، يتم استخدام جينٍ مؤشرٍ (بالإنجليزية:  marker gene)‏ في ناقل الوجهة المستهدفة من أجل عملية الانتقاء (بالإنجليزية:  genetic screen)‏. وتستخدم الجينات المثالية المؤشرة أو المحددة بهدف مقاومة المضادات الحيوية أو تصنيع المغذيات الحيوي (بالإنجليزية:  Biosynthesis)‏. ومن ثم، وعلى سبيل المثال، يمكن استخدام «الجين المعلم أو المؤشر» لمقاومة المضاد الحيوي (الأمبيسللين). فلو قامت البكتريا المقرر لها أن تلتقط البلازميد المرغوب بالتقاط الجين المرغوب، فإنها ستحتوي كذلك على «جينٍ مؤشرٍ». والآن ستصبح البكتريا التي تقوم بالتقاط البلازميد قادرةً على النمو في بيئة الأمبيسللين بينما ستظل البكتريا التي لم تقم بالتقاط البلازميد المرغوب عُرضةً للتدمير بواسطة الأمبيسللين. ومن ثم يتم «انتقاء» للبكتريا التي تم تحولها بنجاح.

## حالة مثال: استنساخ فرعي لبلازميد بكتيري
يتم استنساخ جينٍ من مكتبة مورثٍ ثدييٍ فرعياً في هذا المثال ضمن بلازميد بكتيري (منصة الوجهة المستهدفة). ويمثل البلازميد البكتيري جزءً من دنا دائري يحتوي على العناصر التنظيمية التي تسمح للبكتريا بإنتاج منتجاً جينياً (التعبير الجيني) لو تم وضعه في مكانه الصحيح في البلازميد. إلا أن موقعين قطع لإنزيمات الاقتطاع تحيطان بموقع الإنتاج هذا، وهما يتمثلان في الموقع "A" و"B" ذي نهايات لزجة متنافرة.
ونلاحظ أن الحمض النووي (دنا) الخاص بالثدييات لا يأتي مع مواقع الاقتطاع تلك، ومن ثم فإنه يتم بنائها بواسطة تداخل امتداد تفاعل البوليميراز المتسلسل (بالإنجليزية:  Overlap extension polymerase chain reaction)‏. وقد تم تصميم المشرع لتحديد أماكن الاقتطاع بحذرٍ ودقةٍ، ومن ثم فإن ترميز البروتين يتسم بأنه ضمن الإطار، وأنه يتم زرع الحد الأدنى من الأحماض الأمينية الإضافية على كلا جانبي البروتين.
وهنا يتسم كلٌ من منتج تفاعل البوليميراز المتسلل (PCR) المحتوي على المورث الثديي مع مواقع الاقتطاع الجديدة وبلازميد الوجهة المتسهدفة بأنهما عرضةٌ لهضم الاقتطاع، وأن منتجات الهضم يتم تنقيتها بواسطة استخدام الفصل الكهربائي للهلام.
وفي النهاية تكون منتجات الهضم، والمحتوية على نهايات لزجة متوافقة مع بعضها البعض (ولكنها نهايات لزجة متنافرة مع أنفسها) عرضةً للارتباط، منتجةً بذلك بلازميداً جديداً يحتوي على عناصر الخلفية الخاصة بالبلازميد الأصلي ولكن مع عنصرٍ مُدْرَجٍ جديدٍ.
و يتحول (بالإنجليزية:  Transformation (genetics))‏ البلازميد إلى البكتريا ويتم فحصه بواسطة سلسلة الحمض النووي